# Trận đánh
Lỗi Lua trong Mô_đun:Location_map tại dòng 481: Giá trị tọa độ dạng sai.
Trận đánh là một phần khái niệm trong hệ thống phân cấp của hoạt động quân sự trong chiến tranh giữa hai hoặc nhiều quân đội, hoặc các chiến binh. Một cuộc chiến tranh bao gồm nhiều trận đánh. Các trận đánh thường được định nghĩa theo chu kỳ, khu vực và lực lượng vũ trang.

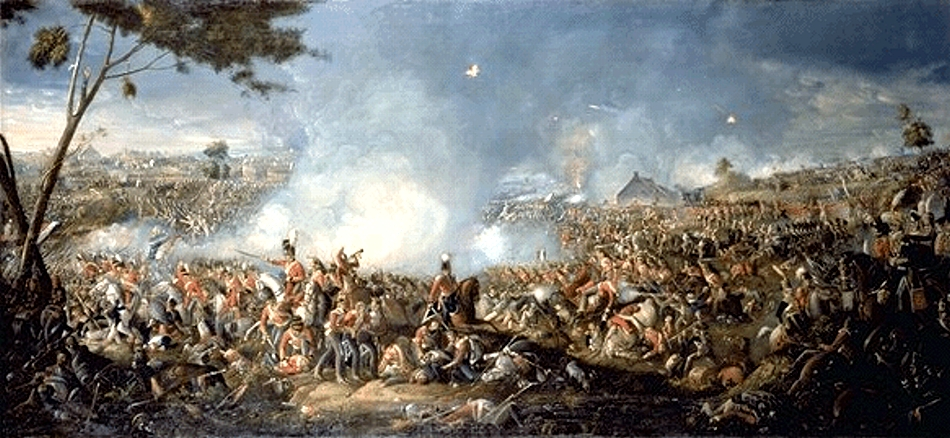
Trận Waterloo